# Емілі Нагоскі
Емілі Нагоскі (англ. Emily Nagoski, нар. 1977) — американська сексологиня та сексуальна педагогиня. Вона відома своєю книгою під назвою «Come as You Are» («Будь таким, яким ти є»). Вона є колишнім директором відділу медичної освіти в Сміт-коледжі, де вона вела курси з жіночої сексуальності.

## Біографія
Нагоскі вивчала психологію в Делаверському університеті, спеціалізуючись на когнітивній науці та філософії. У 2006 році здобула ступінь доктора філософії і «Health Behaviour» в Університеті Індіани, де вона раніше отримала ступінь магістра наук. У 1995 році вона почала працювати сексуальним педагогом в Університеті Делавера, що призвело до восьмирічного перебування на посаді директора медичної освіти в Коледжі Сміта в Нортгемптоні.

### «Come as You Are»
Першою книгою Нагоскі стала «Come as You Are» 2015 року, про жіночу сексуальність, яка тривалий час була в списку бестселерів The New York Times. У «Come as You Are» Нагоскі обговорює, серед іншого, різницю між «спонтанним» і «реагуючим» сексуальним бажанням; вона вважає, що лише 15 відсотків жінок відчувають перше. Нагоскі також обговорює неконкордантність з точки зору сексуального збудження (неконкордантність збудження). Грунтуючись на експериментах щодо реакцій на сексуальні стимули, вона вважає, що у чоловіків фізичне та психічне збудження збігаються на 50 відсотків, у той час як у жінок цей показник становить 10 відсотків.
У 2021 році вийшло оновлене видання книги, засноване на останніх дослідженнях і роз'ясненнях щодо різниці між збудженням, задоволенням, бажанням і згодою. Два роки тому книга була доповнена робочим зошитом The Come as You Are Workbook: A Practical Guide to the Science of Sex.

### «Burnout»
У 2019—2020 роках Нагоскі та її сестра-близнючка Амелія написали книгу «Burnout» («вигорання») про причини та управління стресом. Обговорення тут також включає структурні фактори, які особливо впливають на жінок. Ця книга також посіла високі місця в списку бестселерів Нью-Йорк таймс. У книзі двоє авторів порівняли відносно короткочасні наслідки стресу протягом еволюції порівняно зі стресовими факторами сучасного світу; останні часто вирішуються не так просто. Вони обговорюють форми ніжності та фізичної активності, які допомагають завершити те, що вони називають «циклом стресу».

### Інше
Нагоскі пише статті для різних газет і журналів, включаючи The New York Times, і виступав на кількох конференціях TED. Вона брала інтерв'ю, зокрема, для Chicago Tribune, у серії документальних фільмів Netflix [Un]Well, а також у Німеччині, серед інших, для Süddeutsche Zeitung і Südkurier. Обидві її книги були перекладені німецькою мовою.
У 2022 році вона з'явилася в трисерійному документальному серіалі «The Principles of Pleasure» на Netflix. Епізоди зосереджені на наших тілах, розумі та стосунках відповідно та засновані на питаннях, що стосуються жіночого задоволення.

## Переклади українською
- «Як бажає жінка. Правда про сексуальне здоров'я». — Х.:КСД, 2023. — 480 с. ISBN 978-617-15-0269-7. Переклала Вікторія Зенгва